# Et si c'était ça le bonheur ?
Et si c'était ça le bonheur ? est une émission de radio française présentée par Faustine Bollaert. Elle est diffusée sur Europe 1 pendant une saison sous le nom de Faut qu'on en parle avant d'adopter le nom d'Et si c'était ça le bonheur ? durant trois saisons, de 2008 à 2011.
En 2007, après quelques années comme journaliste dans l'émission Télévision, animée par Jean-Marc Morandini, Faustine Bollaert se voit proposer une quotidienne. Elle anime alors à la rentrée, l'émission Faut qu'on en parle, qui traite de différents sujets d'actualités et de société, en compagnie d'invités et de spécialistes. 
Après cette première saison, l'émission change de nom en Et si c'était ça le bonheur ? ainsi que d'horaires de diffusion. Elle garde, cependant, la même trame.
L'émission s'arrête le 1er juillet 2011. Elle est remplacée, à partir de la rentrée 2011, par Les experts Europe 1 avec Helena Morna. Faustine Bollaert reste au sein d'Europe 1 où elle devient chroniqueuse dans Faites entrer l'invité, présenté par Michel Drucker. 